# 大烏斯秋格
60°46′N 46°18′E / 60.767°N 46.300°E
大烏斯秋格（俄语：Вели́кий У́стюг）是俄羅斯沃洛格達州東北部的一個城市，位於尤格河與蘇霍納河匯成北德維納河之處，距沃洛格達450公里。2002年人口33,419人。
1207年首見於文獻，1708年設市。俄國三位早期探險家謝苗·傑日尼奧夫、葉羅費·帕夫洛維奇·哈巴羅夫、弗拉基米爾·阿特拉索夫都出生於此。